# Кайносимметрия
Кайносимметрия (др.-греч. καινός новый и симметрия) — термин обозначает орбитали новой симметрии, то есть нового их расположения в пространстве — такого явления, когда электронные орбитали в атомах химических элементов появляются впервые по мере увеличения атомного номера, а именно орбитали 1s, 2p, 3d, 4f, 5g. Такие орбитали называются кайносимметричными. Явление открыто, и термин введён в научный оборот профессором Сергеем Александровичем Щукарёвым (1893—1984), заведующим кафедрой неорганической химии химического факультета ЛГУ (1939—1977).

## Физический смысл явления
В атомах, в которых атомные орбитали появляются впервые (1s, 2p, 3d, 4f, 5g), то есть являются кайносимметричными, отсутствуют внутренние заполненные орбитали той же симметрии (соответственно s, p, d, f, g). Вследствие этого на кривой распределения электронной плотности для этих орбиталей характерно наличие единственного максимума (все остальные орбитали той же симметрии имеют дополнительные максимумы). Это приводит к усилению связи электронов кайносимметричных орбиталей с ядром за счет существенного ослабления эффекта экранирования, уменьшению орбитальных атомных радиусов, повышению потенциалов ионизации, следовательно, к ослаблению металлических свойств кайносимметричных элементов по сравнению с некайносимметричными.

## Проявления эффекта
Явление кайносимметрии проявляется у элементов, у которых впервые появляются орбитали той или иной симметрии. Особенности этих элементов обусловлены меньшим экранированием валентных электронов. Внутренние максимумы радиального распределения электронной плотности для некайносимметричных валентных орбиталей совпадают с аналогичными максимумами заполненных внутренних орбиталей то же симметрии. Вследствие этого некайносимметричные электроны испытывают значительно больший эффект экранирования, из-за чего их связь с ядром существенно слабее по сравнению с кайносимметричными электронами.
1. Атомы элементов первого периода периодической системы, водорода и гелия. Эти элементы обладают кайносимметричными 1s-орбиталями, вследствие чего их атомы характеризуются высокими значениями потенциалов ионизации (13,6 и 24,6 В соответственно). У водорода (1s1) единственный s-электрон является кайносимметричным, поэтому водород значительно менее «металличен», чем литий (2s1), расположенный в той же группе.
2. Атомы первого ряда типических элементов периодической системы, то есть элементы второго периода, начиная с бора. У этих элементов 2p-электроны является кайносимметричными, поэтому, например, бор (2s22p1) и углерод (2s22p2) менее «металличны», чем алюминий (3s23p1) и кремний (3s23p2). В частности, бор (первый типический элемент 3 группы), у которого один кайносимметричный 2p-электрон, имеет первый потенциал ионизации 8,3 В. У второго типического элемента той же третьей группы, алюминия, первый потенциал ионизации существенно ниже — 5,9 В из-за некайносимметричности 3p-орбитали. Представление о кайносимметрии позволяет выделить существование слоевой аналогии.
3. Атомы элементов вставной декады четвертого периода (скандий Sc - цинк Zn). У этих элементов 3d-электроны являются кайносимметричными, вследствие чего наблюдается более прочная связь этих электронов с ядром, чем у 4d- и 5d- элементов. Это наиболее наглядно иллюстрируется значениями третьего потенциала ионизации, отвечающего отрыву первого d-электрона. Совместное влияние этого эффекта и лантаноидной контракции для d-элементов шестого периода (гафний Hf - ртуть Hg) приводит к существованию контракционной аналогии: например, химические свойства ниобия и тантала, циркония и гафния, молибдена и вольфрама похожи настолько, что долгое время эти пары считались одним элементом.